# Ясени (Гомельская область)
Ясени (бел. Ясені) — упразднённая деревня в Чемерисском сельсовете Брагинского района Гомельской области Беларуси.

## География

### Расположение
В 4 км на юго-запад от Брагина, 28 км от железнодорожной станции Хойники (на ветке Василевичи — Хойники от линии Калинковичи — Гомель), 134 км от Гомеля.
Рядом есть месторождения глины и торфа.

## Транспортная сеть
Рядом автодорога Комарин — Хойники.
Планировка состоит из прямолинейной меридиональной улицы, к которой на севере присоединяется с востока короткая прямолинейная улица. Застройка деревянными домами усадебного типа.

## История
По письменным источникам известна с XVI века как хутор Ясенев, владение князя Вишневецкого, а во 2-й половине XVII века — Конецпольских. После 2-го раздела Речи Посполитой (1793 год) в составе Российской империи. В 1850 году в Речицком уезде Минской губернии. Согласно переписи 1897 года располагались: школа грамоты, ветряная мельница, в Брагинской волости Речицкого уезда Минской губернии.
С 8 декабря 1926 года по 30 декабря 1927 года центр Ясенёвского сельсовета Брагинского района Речицкого, с 9 июня 1927 года Гомельского округов.
В 1931 году организован колхоз «Ленинец», работали кирпичный завод (с 1928 года), ветряная мельница и кузница. Во время Великой Отечественной войны на фронтах и в партизанской борьбе погибли 42 местных жителя. В память о погибших в 1970 году в центре деревни установлен обелиск и скульптурная композиция (партизан с девочкой). В 1959 году была центром колхоза «Заветы Ленина». Размещались мельница, механическая и швейная мастерские, восьмилетняя школа, Дом культуры, библиотека, фельдшерско-акушерский пункт, магазин.
До 18 марта 2005 года в Сперижском сельсовете, затем переименован в Дублинский сельсовет. До 31 октября 2006 года в составе Дублинского сельсовета.
20 августа 2008 года деревня упразднена.

## Население
После катастрофы на Чернобыльской АЭС и радиационного загрязнения жители (20 семей) переселены в чистые места.

### Численность
- 1980-е — жители (20 семей) переселены

### Динамика
- 1816 год — 25 домов, 100 жителей
- 1850 год — 158 жителей
- 1859 год — 157 жителей
- 1897 год — 49 дворов, 355 жителей (согласно переписи)
- 1908 год — 59 дворов, 335 жителей
- 1959 год — 504 жителя (согласно переписи)
- 1980-е — жители (20 семей) переселены